# Gare de Teramae
La gare de Teramae (寺前駅, Teramae-eki) est une gare ferroviaire localisée dans la ville de  Kamikawa, dans la préfecture de Hyōgo au Japon. La gare est exploitée par la compagnie JR West, sur la ligne Bantan.

## Service des voyageurs

### Desserte
La gare de Teramae est une gare disposant de deux quais et de trois voies.
- Les arrivées se font sur n'importe quelle voie ; les départs se font sur la voie 3.

| N° de voie | Ligne    | Direction       |
| ---------- | -------- | --------------- |
| 1・2・3    | ▆ Bantan | Fukusaki/Himeji |
| 1・2・3    | ▆ Bantan | Wadayama        |

## Gares/Stations adjacentes
| JR West          |              |                    |              |                    |
| Direction Himeji | Ligne Bantan | Ligne Bantan       | Ligne Bantan | Direction Wadayama |
| Terminus         |              | Rapid Service 快速 |              | Ikuno              |
| Niino            |              | Local 普通         |              | Hase               |

- Le Limited Express Hamakaze s'arrête à cette gare

| Limited Express |  |          |  |       |
| Fukusaki        |  | Hamakaze |  | Ikuno |